# Nunnally Johnson
Nunnally Johnson (ur. 5 grudnia 1897 w Columbus, zm. 25 marca 1977) – amerykański reżyser, scenarzysta i producent filmowy.

## Filmografia
Reżyser
- 1954: Ciemne sprawki
- 1954: Black Widow
- 1956: Człowiek w szarym garniturze
- 1959: Mężczyzna, który rozumiał kobiety
- 1960: Anioł w czerwonej sukni

Scenarzysta
- 1933: Rozkoszne kłopoty
- 1935: Baby Face Harrington
- 1939: Jesse James
- 1944: Klucze królestwa
- 1949: Everybody Does It
- 1951: Pustynny lis
- 1959: Mężczyzna, który rozumiał kobiety
- 1963: Weź ją – jest moja
- 1967: Parszywa dwunastka
- 1984: Dark Mirror

Producent
- 1935: Człowiek, który rozbił bank w Monte Carlo
- 1939: Róża z Washington Square
- 1943: Holy Matrimony
- 1949: Everybody Does It
- 1959: Mężczyzna, który rozumiał kobiety

## Nagrody i nominacje
Został nominowany do nagrody Złotej Palmy, nagrody DGA, trzykrotnie do nagrody WGA i dwukrotnie do Oscara. Posiada również gwiazdę na Hollywoodzkiej Alei Gwiazd.